# عزلة المعشار (إب)

تعديل مصدري - تعديل

عزلة المعشار هي إحدى عزل مديرية المخادر في محافظة إب اليمنية ويبلغ تعداد سكانها 5453 نسمة حسب التعداد السكاني في اليمن لعام 2004.

## روابط خارجية
- الجهاز المركزي للإحصاء بالجمهورية اليمنية
- المركز الوطني للمعلومات باليمن
- الدليل الشامل